# 宣化郡
宣化郡，中国南北朝时设置的郡。
北周天和二年（567年）置，治所在可泉县（今四川省西昌市西南）。辖境相当今四川省西昌市南部地区。隋朝开皇初年废。 